# Doris Lessing
Doris May Lessing (født 22. oktober 1919, død 17. november 2013) var en engelsk forfatter og havde skrevet bl.a. romanerne The Grass is Singing (dansk titel Græsset synger) og The Golden Notebook (dansk titel Den gyldne bog)
Lessing modtog i 2007 Nobel-prisen i litteratur. Det Svenske Akademi beskrev hende som "den kvindelige erfarings epiker, der med skepsis, ildhu og visionær kraft har kortlagt en splittet civilisation". Lessing er blot den 11. kvinde, der har modtaget prisen i de 106 år, prisen er blevet uddelt, og hun var også den ældste person, der nogensinde har modtaget prisen

## Baggrund
Lessing var datter af kaptajn Alfred Tayler og Emily Maude Tayler (født McVeagh), der begge var af britisk oprindelse. Faderen, der havde mistet det ene ben under 1. verdenskrig, mødte sin kommende kone på det hospital, hvor han kom sig efter amputationen, og hvor hun var sygeplejerske.
Alfred Tayler flyttede med familien til byen Kermanshah i Persien (det nuværende Iran), hvor han arbejdede i den daværende persiske nationalbank. Lessing blev født her i 1919. Familien flyttede i 1925 til den britiske koloni Sydrhodesia (det nuværende Zimbabwe, hvor faderen havde købt jord for at dyrke majs. Lessings mor forsøgte at opretholde en edwardiansk livsstil i de primitive omgivelser, hvilket havde været let nok, hvis familien havde været velhavende – men det var den ikke. Det gik ikke godt på gården, og forældrene opnåede ikke den velstand, de havde drømt om.
Lessing gik på en katolsk klosterskole i hovedstaden Salisbury (det nuværende Harare). Hun forlod skolen i en alder af 13 og uddannede derefter sig selv. Hun flyttede hjemmefra som 15-årig og tog arbejde som barnepige. Det var omkring dette tidspunkt, at Lessing begyndte at læse bøger om politik og sociologi, som hun fik af sin arbejdsgiver. Hun begyndte også at skrive på dette tidspunkt. I 1937 flyttede Lessing til Salisbury for at arbejde som telefonist, og hun giftede sig kort tid efter med sin første mand, Frank Wisdom, som hun fik to børn med, inden ægteskabet gik i opløsning i 1943.
Efter skilsmissen blev Lessing medlem af en kommunistisk bogklub, og her mødte hun sin anden mand, Gottfried Lessing, som hun nåede at få et barn med, inden også dette ægteskab endte i skilsmisse i 1949. Gottfried Lessing blev senere østtysk ambassadør i Uganda, hvor han i 1979 blev myrdet under oprøret mod Idi Amin Dada.

## Forfatterkarriere
På grund af sin modstand mod atomvåben og det sydafrikanske apartheid-styre blev Lessing i mange år nægtet indrejse i Sydafrika og Rhodesia. Hun flyttede i 1949 til London sammen med sin yngste søn og udgav sin første roman The Grass is Singing (dansk titel græsset synger). Hun fik sit gennembrud i 1962 med The Golden Notebook (dansk titel Den gyldne bog).
I 1984 forsøgte hun at udgive to romaner under pseudonymet Jane Somers for at vise de vanskeligheder, som nye forfattere har med at få deres værker udgivet. Bøgerne blev afvist af Lessings engelske forlag men antaget af en anden engelsk forlægger og af en amerikansk.

### Litterær indfaldsvinkel
Lessings skønlitteratur opdeles normalt i tre særlige tematiske faser: 
- det kommunistiske tema (1944-56), hvor hun skrev skarpt om sociale emner (og som hun vendte tilbage til i romanen The Good Terrorist (1985 – dansk titel Den gode terrorist)
- det psykologiske tema (1956-69)
- og derefter sufisme-temaet, som hun udforskede i science fiction-serien Canopus in Argos: Archives.

At Lessing begyndte at skrive science fiction var ikke lige populært hos anmelderne.  For eksempel skrev John Leonard i 1982 i avisen New York Times med henvisning til The Making of the Representative for Planet 8 (dansk titel Repræsentanten for Planet nr. 8): 
"One of the many sins for which the 20th century will be held accountable is that it has discouraged Mrs. Lessing.... She now propagandizes on behalf of our insignificance in the cosmic razzmatazz." ("En af det tyvende århundredes mange synder er, at det fik fru Lessing til at tabe modet … Hun propaganderer nu på vegne af vores ubetydelighed i det kosmiske cirkus").
Hertil svarede Lessing: 
"What they didn't realize was that in science fiction is some of the best social fiction of our time. I also admire the classic sort of science fiction, like Blood Music, by Greg Bear. He's a great writer." ("Hvad der ikke er gået op for dem er, at science fiction er noget af vor tids bedste sociale skønlitteratur. Jeg er også stor fan af den klassiske science fiction, som f.eks. Blood Music af Greg Bear. Han er en stor forfatter"). I modsætning til visse andre forfattere, der mest er kendt for deres værker inden for mainstream-genren, har Lessing aldrig været bleg for at indrømme, at hun skriver science fiction. Hun var æresgæsteforfatter på World Science Fiction Convention i 1987 og holdt en tale, hvor hun beskrev den science fiction-agtige Memoirs of a Survivor (dansk titel En overlevendes erindringer) som et forsøg på en selvbiografi.
Romanen The Golden Notebook anses af visse forskere, men bemærkelsesværdigt nok ikke af Lessing selv, som en feministisk klassiker. Lessing skrev senere, at kritikerne havde set bort fra bogens tema – nervesammenbrud som en måde at hele og befri selvet fra illusionerne. Hun beklagede også, at kritikerne ikke havde forstået romanens usædvanlige struktur. Lessing bryder sig ikke om at blive sat i bås som feministisk forfatter. I 1982 sagde hun til New York Times: 
"What the feminists want of me is something they haven't examined because it comes from religion. They want me to bear witness. What they would really like me to say is, 'Ha, sisters, I stand with you side by side in your struggle toward the golden dawn where all those beastly men are no more.' Do they really want people to make oversimplified statements about men and women? In fact, they do. I've come with great regret to this conclusion." ("Det, som feministerne vil med mig, er noget, de ikke har undersøgt ordentligt, fordi det stammer fra religionen. De vil have mig til at give vidnesbyrd. Det, de gerne vil have jeg siger, er: 'Hej søstre, jeg står sammen side om side med jer i jeres kamp frem mod den gyldne tidsalder, hvor alle de rædselsfulde mænd slet ikke eksisterer mere.' Vil de virkeligt have folk til at komme med oversimplificerede udtalelser om mænd og kvinder? Jeg er med stor beklagelse kommet frem til den konklusion, at det vil de faktisk.")
Lessing opfatter selv science fiction-serien Canopus in Argos som sine vigtigste bøger. De viser fra mange vinkler et højtudviklet samfunds forsøg på at gennemtvinge en bestemt udvikling. Canopus-serien baserer sig til dels på sufistiske begreber. Tidligere bøger som f.eks. Briefing for a Descent into Hell (dansk titel Instruks om nedstigning til helvede) og Memoirs of a Survivor knytter også an til det sufistiske tema.

### Litterær stil
Mange kritikere har hævdet, at Lessing overhovedet ikke har nogen litterær stil. Hun er en flittig forfatter, der siden 1950 har skrevet 64 bøger. Hun bruger meget sine egne erfaringer i opbygningen af en fortælling og af personer, og derfor er hendes skønlitteratur meget påvirket af kendsgerninger.
Hun blev født umiddelbart efter 1. verdenskrig, hun har oplevet 2. verdenskrig og Hitlers og Mussolinis storhed og fald, hun var vidne til det britiske imperiums fald og senere opløsningen af Sovjetunionen, hun har oplevet racekonflikter og kultursammenstød – hun har kort og godt oplevet alle væsentlige begivenheder i det tyvende århundrede. Som et resultat heraf er hendes bøger ofte skrevet ud fra et samtidigt socialt og politisk perspektiv. Det kan derfor ikke undre, at The Golden Notebook ofte læses af historiestuderende snarere end af litteraturstuderende.
Mange af Lessing romaner og noveller indeholder selvbiografiske repræsentationer af selvet. Det er blevet hævdet, at Lessing, som Virginia Woolf, hele tiden prøver at omgøre sin fortid via disse selvbiografiske skildringer i et forsøg på at overvinde sin dybtliggende angst fra barndommen og ungdommen.

## Værker
- The Grass is Singing (1950 – dansk titel Græsset synger)
- This Was the Old Chief's Country (collection) (1951 – dansk titel Vinter i juli)
- Five (noveller) (1953)
- Through the Tunnel (1955)
- Martha Quest (1952)
- A Proper Marriage (1954 – dansk titel Et ordentligt ægteskab)
- A Ripple from the Storm (1958 – dansk titel En krusning efter uvejret)
- Landlocked (1965 – dansk titel Dødvande)
- The Four-Gated City (1969 – dansk titel Byen med de fire porte)
- Going Home (erindringer) (1957)
- The Habit of Loving (samling) (1957)
- Wine (noveller) (1957)
- In Pursuit of the English (sagprosa) (1960)
- The Golden Notebook (1962 – dansk titel Den gyldne bog)
- Play with a Tiger (skuespil) (1962)
- A Man and Two Women (samling) (1963)
- African Stories (samling) (1964)
- Particularly Cats (noveller og sagprosa) (1967 – dansk titel Katte især)
- Particularly Cats and Rufus the Survivor (1993)
- The Old Age of El Magnifico (noveller og sagprosa nonfiction) (2000)
- Briefing for a Descent into Hell (1971 – dansk titel Instruks om nedstigning til helvede)
- The Temptation of Jack Orkney and other Stories (samling) (1972)
- The Summer Before the Dark (1973 – dansk titel Sommeren før mørket)
- A Small Personal Voice (essays) (1974)
- Memoirs of a Survivor (1974 – dansk titel En overlevendes erindringer)
- Shikasta (1979)
- The Marriages Between Zones Three, Four and Five (1980 – dansk titel Ægteskaberne mellem Zone Tre, Fire og Fem)
- The Sirian Experiments (1980 – dansk titel De sirianske eksperimenter)
- The Making of the Representative for Planet 8 (1982 – dansk titel Repræsentanten for Planet nr. 8)
- The Sentimental Agents in the Volyen Empire (1983 – dansk titel De følsomme agenter i Volyen-imperiet)
- Stories (samling) (1978)
- The Diary of a Good Neighbour (1983 – dansk titel En god nabos dagbog)
- If the Old Could... (1984)
- The Good Terrorist (1985 – dansk titel Den gode terrorist)
- Prisons We Choose to Live Inside (essays, 1987)
- The Wind Blows Away Our Words (1987 – dansk titel Vores ord forsvinder med vinden og andre dokumenter vedrørende den afghanske modstandskamp)
- The Fifth Child (1988 – dansk titel Det femte barn)
- African Laughter: Four Visits to Zimbabwe (erindringer) (1992)
- London Observed: Stories and Sketches (collection) (1993 – dansk titel Forsvar for undergrundsbanen)
- Conversations (interviews, redigeret af Earl G. Ingersoll) (1994)
- Under My Skin: Volume One of My Autobiography, to 1949 (1994 – dansk titel Under huden)
- Walking in the Shade: Volume Two of My Autobiography 1949 to 1962 (1997 – dansk titel Vandring i skygge)
- Spies I Have Known (samling) (1995)
- Love, Again (1996 – dansk titel Kærlighedens teater)
- The Pit (samling) (1996)
- Mara and Dann (1999 – dansk titel Mara og Dan)
- Ben, in the World (en fortsættelse til The Fifth Child) (2000)
- The Sweetest Dream (2001)
- The Grandmothers : Four Short Novels (2003)
- The Story of General Dann and Mara's Daughter, Griot and the Snow Dog (en fortsættelse til Mara and Dann) (2005)
- The Cleft (2007)